# Kamienica Pod Złotym Psem we Wrocławiu
Kamienica Pod Złotym Psem (niem. Haus Zum Goldenen Hund) – kamienica na wrocławskim rynku, na jego wschodniej pierzei, na tzw. stronie Zielonej Trzciny (niem. Grüne-Rohr-Seite) lub Zielonej Rury(według Mateusza Golińskiego ta część pierzei nosiła nazwę "Pod Podcieniami Kapeluszników").

## Historia i architektura

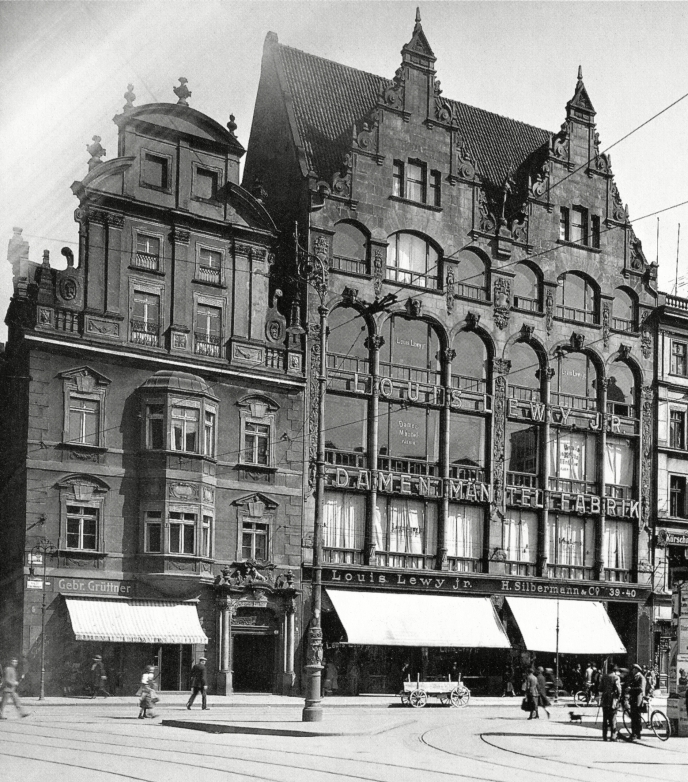
Kamienica Pod Złotym Psem z 1926 roku (z lewej)

Pierwszy murowany, jednotraktowy, budynek na posesji został wzniesiony w XIII wieku. Miał około 19 łokci szerokości i był na ok. 55 łokci długi i nie sięgał do linii ulicy Wita Stwosza. W pierwszej połowie XIV wieku do budynku dodano dłuższe pasmo wzdłuż ulicy. W drugiej połowie XIV wieku budynek od frontu jak i od strony północnej posiadał przedproża, przy czym w ścianie frontowej od strony Rynku wydzielone było jedno wejście, a od strony ulicy Wita Stwosza znajdowało się siedem lub sześć wejść. Wejścia te prowadziły do pojedynczych pomieszczeń na parterze oddzielonych od siebie drewnianymi przepierzeniami. Do dziś z tego okresu zachowały się pozostałości ściany wymurowanej w wątku jednowozówkowym. Do 1408 roku kamienica była połączona z sąsiadująca parcelą Rynek 40. W fazie późnogotyckiej kamienica została przebudowana w dwutraktową.
Po raz pierwszy kamienica udokumentowana została na planie Wrocławia autorstwa Weyhnera i Vberusa z 1562 (później także na planie Hogenbergera z 1713). Około roku 1680, za sprawą jego ówczesnego właściciela Johanna von Guttsmutha, budynek został przebudowany, a jego dwupiętrowej fasadzie z trzykondygnacyjnym szczytem nadano formę barokową (według Rudolfa Steina, a za nim Edmunda Małachowicza, przebudowa barokowa miała miejsce w 1714 roku).
Kamienica miała wydłużony, nieregularny rzut. Od strony Rynku posiada rzeźbiarską fasadę o czterech osiach okiennych. Prostokątna kamieniarka okienna o masywnych zwornikach została ozdobiona puttami oraz zwieńczona naczółkami na przemian trójkątnymi i półkolistymi. Narożniki budynku zasygnalizowano boniami, a elewacje zostały dodatkowo podzielone płaskimi gzymsami. W partii dachowej kamienica otrzymała barokowy szczyt i dwie lukarny. Bogaty szczyt zdobiony w górnej partii kompozytowymi pilastrami korynckimi, gzymsami, obeliskami i wazonami został odcięty od reszty elewacji silnym wysuniętym gzymsem i pasmem tralkowej balustrady częściowo kamiennej, częściowo kutej z żelaza. Elementem charakterystycznym szczytu były wieńczące po obu stronach kamienne małżowinowe woluty.
W 1713 kamienica wzbogaciła się o drewniany, pięcioboczny wykusz obejmujący dwie środkowe osie okienne. Na niej, w 1772 roku umieszczono tablicę z informacją, że wykonano ją na zlecenie Krätza w 1713. Wykonawcą wykuszu jak i innych drobnych prac był Johannes Kohlbrenner K.K. Baumeister. W 1730 kamienicę wzbogacono o portal z wysuniętymi ku przodowi kolumnami stojącymi na postumentach. Wejście przykryte było łękiem dwuramiennym, płaskim, koszowym. Pośrodku przechodził gzyms, wygięty ku górze nad kartuszem z monogramem właściciela „MK” oraz datą „1730”, w stronę kolumn. Na gzymsie, nad kolumnami stały wazy oraz dwie figurki putta, a na tle nadbudowy została umieszczona figurka psa, będąca odtąd godłem domu.
W 1772 roku, za sprawą właściciela Jacoba Hauffmanna dokonano kolejnych odnowień wykuszu, co zostało udokumentowane kolejną tablica z inskrypcją: „Diser Balcon ist Anno 1713 in Monath August von Herrn Matheus Kratz Kaiserlichen Juvelen Inspector als damaliger Besitzer des Hauses neu erbauet und 1772 in obigen Monath, nachdem daselbe fat gantz eingegangen auf veranlassung des damaligen besitzer Herrn Jacob Friedrich Bremer Kauffmann alhier durch den Tischler Thorandt wieder hergestell worden. 1713 & 1772”. W latach 1880–1884 miała miejsce kolejna przebudowa budynku, podczas której drewniany wykusz zastąpiono murowanym, trójbocznym w planie. Wykusz ozdobiono na lustrach podokiennych i na cokołach pilastrów szczytu girlandami. Kolejne drobniejsze remonty budynku miały miejsce w 1897 i w 1914 roku.

### Właściciele i postacie związane z kamienicą

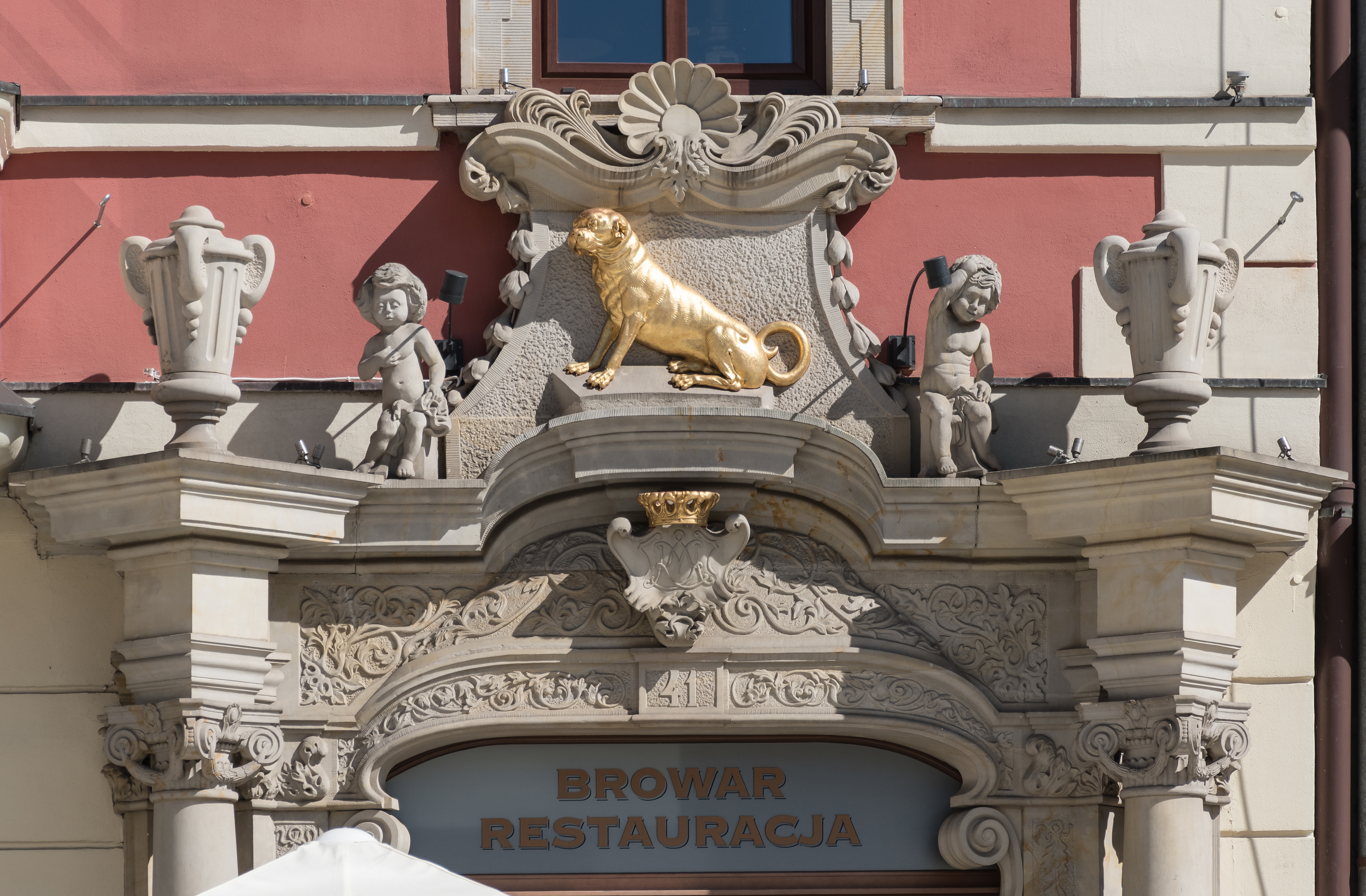
Portal z figurką złotego psa

Pierwsze zachowane w źródłach informacje o właścicielach posesji pochodzą z 1346 roku. W spisach podatkowych występuje wiele nazwisk osób, które miały udziały w różnych częściach posesji 40/41 oraz w małych działkach bezpośrednio graniczących przy ulicy Wita Stwosza. Jednym z pierwszych właścicieli skupiających w swoich rękach większą część obu jeszcze połączonych posesji był Piotr Sybot z Legnicy wraz z żoną Anną. Jak wynikało ze spisu podatkowego z 1374 roku był on właścicielem obu posesji. Przez kolejne trzydzieści lat posesje, w różnych stopniu podzielone, miały kilku właścicieli. W 1408 roku nastąpiło rozdzielenie posesji, a właścicielem tej narożnej został Michał Sarworchter. W 1420 kamienicę zakupił złotnik Mikołaj Krommendorf, dotychczasowy właściciel posesji przy Kurzym Targu 3. W jego rękach kamienica znajdowała się do 1426 roku. Kolejnym właścicielem został złotnik i wieloletni starszy przysięgły cechu Matthias Kauder (w różnych latach od 1415 do 1427). Od 1423 roku był on właścicielem innej kamienicy przyrynkowej nr 34 Pod Złotą Gwiazdą oraz od 1421 do 1425 kamienicy przy Kurzym Targu. Jego żoną była Barbara, która po jego śmierci w 1448 roku odziedziczyła kamienicę a następnie sprzedała ją kuśnierzowi Johannesowi Dreusnerowi, ówczesnemu właścicielowi kamienicy Rynek 30. Przez kolejne 50 lat właścicielami kamienicy byli przedstawiciele różnych zawodów, głównie złotników m.in. Niklas Rotchein, Gregor Strader czy Stephan Sachse. W 1487 roku kamienicę zakupił Niklas Hunernann i była ona w jego rękach do 1502, kiedy posesję nabył Valten Rhemer.
Od 1659 roku właścicielem kamienicy był Johannes II von Gutsmuth (ur. 4 października 1621 w Laucha w Turyngii, zm. 4 kwietnia 1690 we Wrocławiu). We Wrocławiu zamieszkał w 1660; był właścicielem m.in. Pasterzyc, Jaksonów, Pełczyc. Miał dwie żony. Pierwsza była córką pastora z kościoła Marii Magdaleny, Maria Johanna von Kurtzmann, a druga, poślubiona w 1675, Anna Justina von Bachstein und Frantzendorff córką radcy cesarskiego i kanclerza księstwa wrocławskiego. W 1688 roku Gutsmuth zapisał kamienice w spadku swojemu bratankowi Johannowi Lewinowi von Guttsmuthowi. Od niego w 1714 roku kamienice odkupił, za 5000 pruskich talarów, cesarski inspektor jubilerski Mathias Krätz. Kolejnym właścicielem kamienicy był Jacob Friedrich Bremer Hauffmann w 1772.

## II wojna światowa
Podczas oblężenia Wrocławia w 1945 poważnie uszkodzona, została w następnych latach rozebrana, zachowały się tylko piwnice i jeden portal, który został przeniesiony do Muzeum Architektury. Została odbudowana od podstaw w latach 1993–1994 wg projektu Macieja Małachowicza, na podstawie zachowanych planów i fotografii nawiązujących do XVIII-wiecznego wyglądu. Obecnie w kamienicy znajduje się browar restauracyjny Złoty Pies.